# Ian Porterfield
John ("Ian") Porterfield (Dunfermline, 11 februari 1946 – Surrey, 11 september 2007) was een Schots voetballer en voetbaltrainer.

## Spelerscarrière
- 1964-1967 Raith Rovers FC
- 1967-1976 Sunderland AFC
- 1976-1976 Reading FC
- 1976-1977 Sunderland AFC
- 1977-1979 Sheffield Wednesday FC

## Trainerscarrière
- 1979-1981 Rotherham United FC
- 1981-03/1986 Sheffield United FC
- 1986-1988 Aberdeen FC
- 1988-1989 Chelsea FC (assistent-trainer)
- 1989-1981 Reading FC
- 1991-1993 Chelsea FC
- 1993-1994 Nationale ploeg Zambia
- 1994-1995 Nationale ploeg Saoedi-Arabië
- 1995-1996 Nationale ploeg Zimbabwe
- 01/1996-05/1996 Bolton Wanderers FC (assistent-trainer)
- 1996-1998 Nationale ploeg Oman
- 2000-2001 Nationale ploeg Trinidad en Tobago
- 2001-2002 Asante Kotoko
- 2003-2006 Busan I'Park
- 08/2006-09/2007 Nationale ploeg Armenië

| Interlands Armenië onder leiding van Ian Porterfield | Interlands Armenië onder leiding van Ian Porterfield | Interlands Armenië onder leiding van Ian Porterfield | Interlands Armenië onder leiding van Ian Porterfield | Interlands Armenië onder leiding van Ian Porterfield | Interlands Armenië onder leiding van Ian Porterfield |
| №                                                    | Datum                                                | Wedstrijd                                            | Uitslag                                              | Competitie                                           |                                                      |
| ---------------------------------------------------- | ---------------------------------------------------- | ---------------------------------------------------- | ---------------------------------------------------- | ---------------------------------------------------- | ---------------------------------------------------- |
| 1                                                    | 06.09.2006                                           | Armenië − België                                     | 0 − 1                                                | EK-kwalificatie                                      |                                                      |
| 2                                                    | 07.10.2006                                           | Armenië − Finland                                    | 0 − 0                                                | EK-kwalificatie                                      |                                                      |
| 3                                                    | 11.10.2006                                           | Servië − Armenië                                     | 3 − 0                                                | EK-kwalificatie                                      |                                                      |
| 4                                                    | 15.11.2006                                           | Finland − Armenië                                    | 1 − 0                                                | EK-kwalificatie                                      |                                                      |
| 5                                                    | 14.01.2007                                           | Panama − Armenië                                     | 1 − 1                                                | Vriendschappelijk                                    |                                                      |
| 6                                                    | 07.02.2007                                           | Andorra − Armenië                                    | 0 − 0                                                | Vriendschappelijk                                    |                                                      |
| 7                                                    | 28.03.2007                                           | Polen − Armenië                                      | 1 − 0                                                | EK-kwalificatie                                      |                                                      |
| 8                                                    | 02.06.2007                                           | Kazachstan − Armenië                                 | 1 − 2                                                | EK-kwalificatie                                      |                                                      |
| 9                                                    | 06.06.2007                                           | Armenië − Polen                                      | 1 − 0                                                | EK-kwalificatie                                      |                                                      |
| 10                                                   | 22.08.2007                                           | Armenië − Portugal                                   | 1 − 1                                                | EK-kwalificatie                                      |                                                      |

## Overlijden
Porterfield leed al geruime tijd aan darmkanker toen hij op 11 september 2007 op 61-jarige leeftijd overleed. Tot aan zijn dood was hij trainer van het Armeens voetbalelftal.